# Inver Grove Heights
Inver Grove Heights é uma cidade localizada no estado americano de Minnesota, no Condado de Dakota.

## Demografia
Segundo o censo americano de 2000, a sua população era de 29.751 habitantes.
Em 2006, foi estimada uma população de 33.470, um aumento de 3719 (12.5%).

## Geografia
De acordo com o United States Census Bureau tem uma área de
78,0 km², dos quais 74,2 km² cobertos por terra e 3,8 km² cobertos por água. Inver Grove Heights localiza-se a aproximadamente 268 m acima do nível do mar.

## Localidades na vizinhança
O diagrama seguinte representa as localidades num raio de 8 km ao redor de Inver Grove Heights.